# 鈴木永二
鈴木 永二（すずき えいじ、1913年5月29日 - 1994年10月11日）は日本の経営者。位階は正三位。三菱化成元・社長。第6代日経連会長。

## 来歴・人物
- 愛知県出身。名古屋高等商業学校（現・名古屋大学）、東京商科大学（現・一橋大学）卒業。
- 日本化成工業（現在の三菱ケミカル）に入社するが、まもなく陸軍に召集され、陸軍主計少尉として、中国、ガダルカナル戦線での8年間に亘る従軍生活を送る。
- 終戦時はラバウルで今村均大将に仕える。
- 復員後、三菱化成に復社して、経理部長、代表取締役社長、会長、相談役、三菱化成生命科学研究所代表取締役等を歴任。
- 1977年藍綬褒章[1]。
- 1986年勲一等瑞宝章[2]。
- 1987年第6代日経連会長。1990年には第三次行革審会長を務めた。
- 1988年から1992年まで社団法人如水会の理事長を務めた。
- 1989年から1994年まで財団法人長寿科学振興財団の会長を務めた[3]。
- 1994年正三位勲一等旭日大綬章[4][5][6]。

## リーダー論
- 日経連の会長時代に理想のリーダーとして、今村均大将の名前を挙げている[7]。